# Triasina
Triasina es un género de foraminífero bentónico de la subfamilia Triasininae, de la familia Involutinidae, del suborden Involutinina y del orden Involutinida. Su especie tipo es Triasina hantkeni. Su rango cronoestratigráfico abarca desde el Noriense hasta el Rhaetiense (Triásico superior).

## Clasificación
Triasina incluye a las siguientes especies:
- Triasina hantkeni
- Triasina oberhauseri